# Fez (hovedbeklædning)
 Denne artikel omhandler hovedbeklædningen. Opslagsordet har også en anden betydning, se Fez.
En fez er en cylindriskformet hovedbeklædning uden skygge af slibet uldfilt, som oftest i rødt eller sort og med sort silkekvast. Den anvendes hovedsagligt af muslimer i Nordafrika, Asien og på Balkan. I visse lande er den forbudt; Tyrkiet (i 1925; som afstandstagende fra det Osmanniske Riges kultur, som faldt i 1923), Iran (i 1928) og Egypten (i 1953). 
Fezen har fået sit navn af, at den røde farve udvandtes fra Kirsebær-Kornel som indbyggerne i byen Fez i Marokko importerede.
I 1800-tallets Europa var fez og slåbrok almindelig påklædning, når adelige og borgerlige herrer slappede af i hjemlige omgivelser. Et eksempel på dette er Martinus Rørbye på Constatin Hansens maleri Et selskab af danske kunstnere i Rom fra 1837. Rørbye dyrkede som mange af periodens kunstnere det nære Østen, som man anså for fascinerende og erotisk. Se orientalisme. 
Fezen har været anvendt som militær hovedbeklædning i en række europæiske og mellemøstlige hære helt frem til det 20. århundrede, herunder den græske og tyrkiske hær samt franske og belgiske kolonitropper i Nordafrika og Congo. Fezen bruges fortsat som en del af den græske livgardes paradeuniform. 
Fezen udgør sammen med smoking uniformen hos flere loger, fx Shriners International. Den danske komikerkvartet Ørkenens Sønner er kendt for at imitere denne logeuniform.
| Tøj | Spire Denne artikel om tøj, sko eller lignende er en spire som bør udbygges. Du er velkommen til at hjælpe Wikipedia ved at udvide den. |